# Geahpesjávrrit
Geahpesjávrrit (Käpesjaureh) är en grupp sjöar som åtminstone delvis ligger i Pältsa Natura 2000-område., i Torneälvens avrinningsområde i Karesuando socken och Kiruna kommun i nordligaste Lappland, Sverige. De två största är:
- Käpesjaureh (Karesuando socken, Lappland), sjö i Kiruna kommun, 68°58′55″N 20°37′53″Ö / 68.982°N 20.6315°Ö (24 ha)
- Käpesjaureh, Lappland, sjö i Kiruna kommun, 68°59′35″N 20°38′19″Ö / 68.9931°N 20.6387°Ö (16,8 ha)